# Schloss Bernau (Oberösterreich)

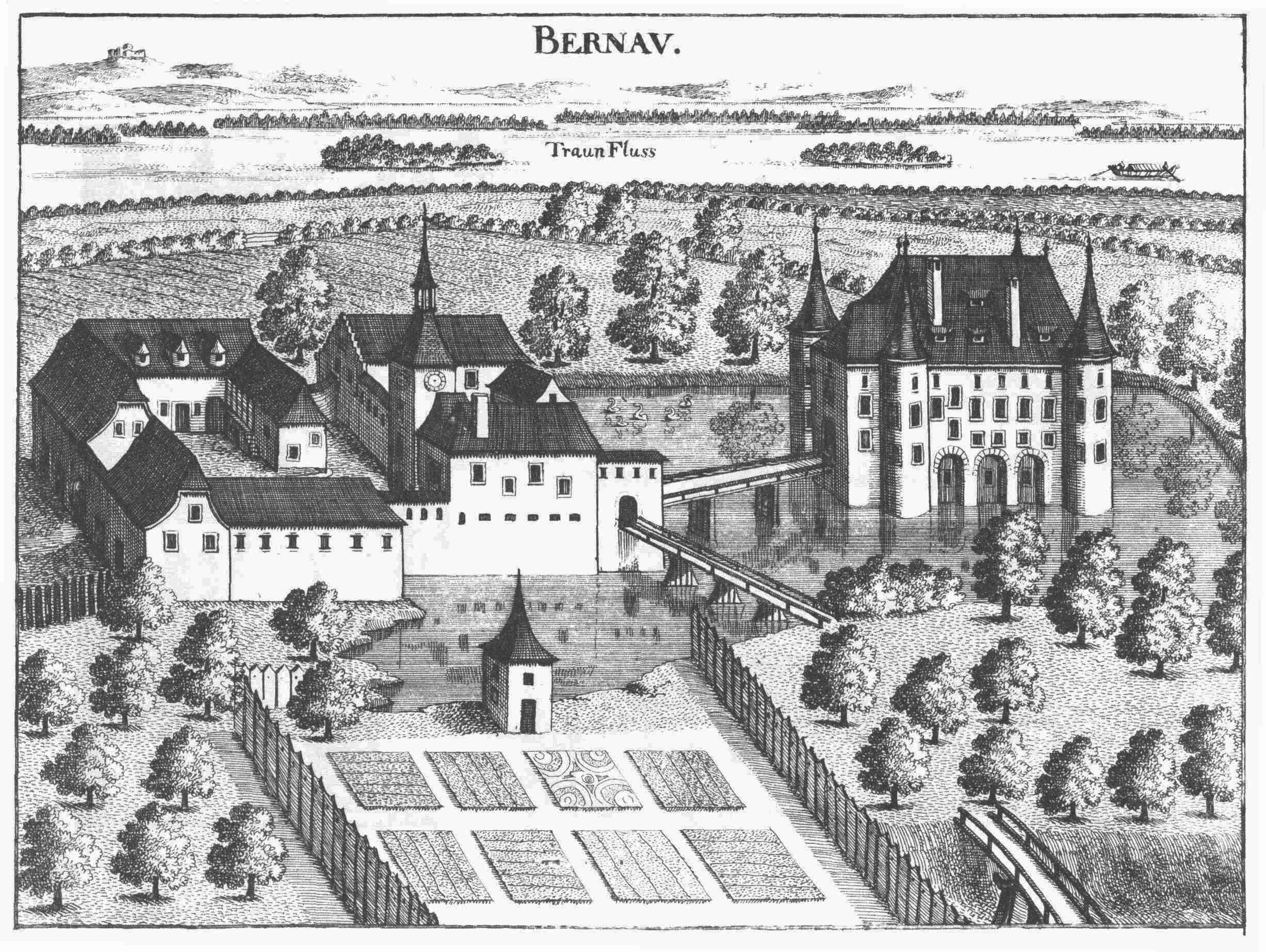
Schloss Bernau nach einem Stich von Georg Matthäus Vischer von 1674

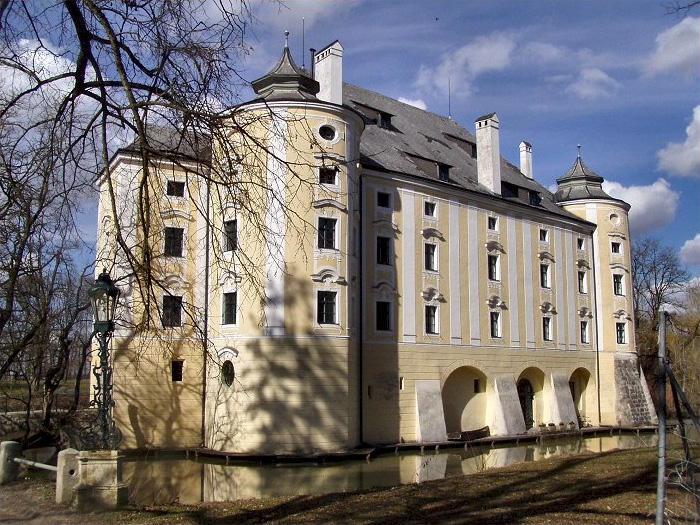
Schloss Bernau

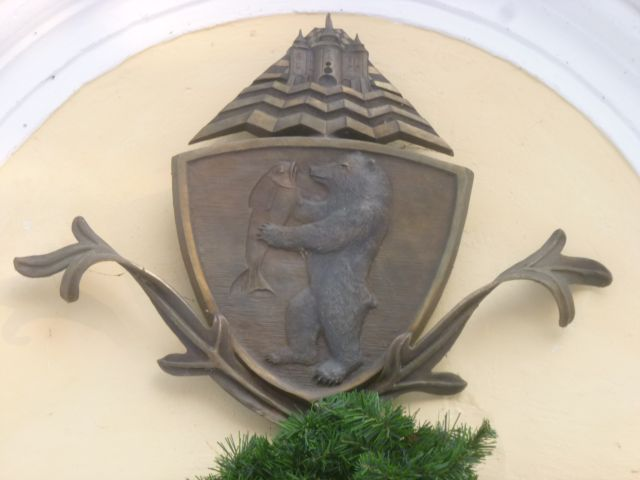
Schloss Bernau: Wappen oberhalb des Eingangstores

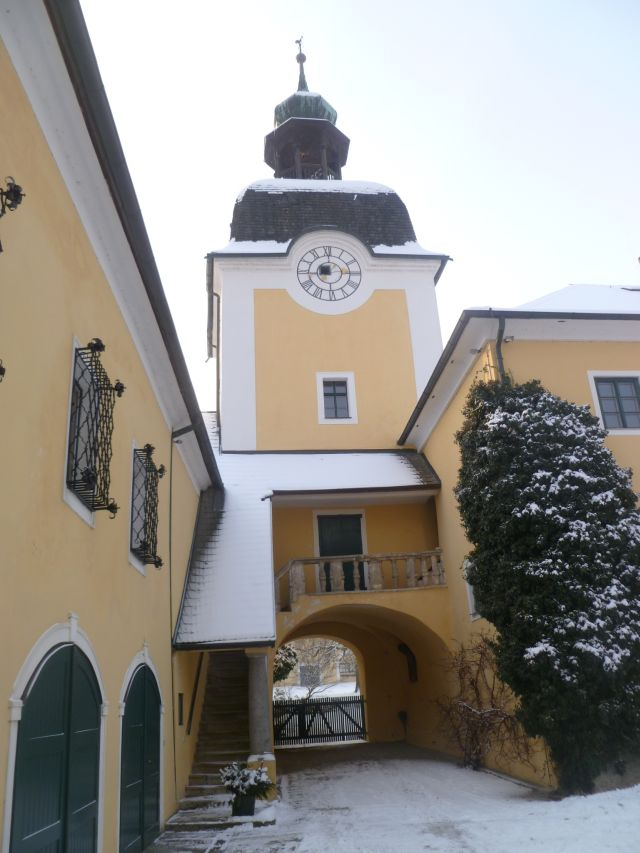
Schloss Bernau: Meierhof

Das Schloss Bernau, auch als Wasserschloss Pernau bekannt, liegt in der Gemeinde Fischlham im Bezirk Wels-Land.

## Geschichte des Schlosses
Die erste Nennung von Pernau betraf einen Vorgängerbau aus dem Jahre 1189, der einem Timo de pernowe zugeschrieben war. Die Pernauer waren bis in das 15. Jahrhundert hier ansässig. 1405 verkaufte Joachim Pernauer seinen Sitz an Wolfgang Anhanger zu Köppach. 1449 erbten die Brüder Wolfgang und Hans Jörger Pernau das Schloss von den Anhängern. Von den Jörgern kauften die Oberhaimer den Ansitz und bauten ihn zu einem Wasserschloss um. 1616 gehörte das Schloss dem Sigmund Jagenreuter, der das Schloss wieder an Sigmund Spindler von Hofegg verkaufte. 1730 erwarb Leopold von Eyselsberg das Schloss Pernau von Veit Jakob Spindler und ließ es im Barockstil umbauen. Ausführender Baumeister war Wolf Grinzenberger von Wels. Von 1766 bis 1793 waren die Gabelkoven Inhaber der Herrschaft, wobei aber Graf Alois Spindler das Schloss 1793 zurückkaufen konnte. 1798 kaufte ihm Carl Annacher den Besitz ab. Ab 1810 waren Wolfgang und Franziska Tiefentaler die Besitzer. 1907 kamen Schloss und Gutsbesitz an den Maler Julius Theuer (1856–1936). Von dessen Erben wurde das Schloss an die Familie Hatschek aus Vöcklabruck verkauft.

## Schlossbau
Das dreigeschoßige und fast quadratische Schloss steht auf einem hohen Sockel auf einem Konglomeratfelsen. Dadurch ist das Schloss vor Wasserschäden bewahrt worden. Der Zugang ist auf Piloten gebaut. An den vier Ecken springen Rundtürme hervor. Zudem sind breite Stützpfeiler angebracht, die den aus dem Wasser steigenden Außenmauern den entsprechenden Halt geben. Eine gemauerte Brücke führt über den Wassergraben zu dem Tor. Von einem Mittelflur sind die Räume des Erdgeschoßes zugänglich, eine Schneckentreppe führt in die oberen Stockwerke, ein Innenhof ist nicht vorhanden.
Gegenüber dem Schloss steht der dazugehörige vierflügelige Meierhof. Ein Torbogen führt unter einem viereckigen Torturm zu dem Meierhof. In dem Hof stehen Barockputti. Zu dem Schloss gehört heute auch das Gästehaus „Schloss Bernau“, das Übernachtungsmöglichkeiten anbietet.

## Gegenwart
1979 erwarb die Familie Handlbauer das Schloss und ließ es in den nächsten Jahren stilvoll renovieren. 1993 bis 1997 gestaltete der Künstler Anton Krajnc die ehemalige Schlosskapelle im rechten Eckturm im Andenken an Doris, der jung verstorbenen Tochter von Herbert und Gerhild Handlbauer, neu. Die Innenräume wurden im Hinblick auf eine sinnvolle Nutzung ab 1998 großzügig renoviert.
Das Schloss steht für Konzerte, kulturelle und wissenschaftliche Tagungen, Lesungen und Ausstellungen, sowie für Feierlichkeiten (Hochzeiten, Geburtstage, Bälle u. dg.) zur Verfügung.
2007 erhielten die Schlossherren den Denkmalpflegepreis des Landes Oberösterreich.